# Sárga lap
A sárga lap a labdarúgásban és számos egyéb sportágban sorozatos szabálytalanságok esetén alkalmazott figyelmeztetést jelentő jelzőeszköz.

## Története
A nemzetközi labdarúgás történetében sokszor előfordult, hogy a közös nyelv ismeretének hiányában egy-egy játékvezetői ítéletnél komoly tiltakozás, ellenállás alakult ki a döntés ellen. A szabályok a játék fejlődésével folyamatosan alakulnak. Egy elhamarkodott kiállítás sokszor megpecsételte a vétkes csapat sorsát.
Angliában rendezték a VIII., az 1966-os labdarúgó-világbajnokság döntő mérkőzéseit. A német Rudolf Kreitlein vezethette az egyik csoportmérkőzést, az Anglia–Argentína (1:0) találkozót. A játékvezető két segítője a két európai játékvezető legenda Gottfried Dienst (Svájc) és Zsolt István voltak. Kreitlein csak németül beszélt. Ezen a mérkőzésen figyelmeztetés után is durva szabálysértést elkövető, majd az ítélet ellen vitázó argentin Antonio Rattínt kiállította a játékvezető. A játékos nyolc percig nem volt hajlandó elhagyni a játékteret. Közben a nézőtérről leérkező Kenneth Aston - a FIFA rendező bizottságának tagja -, aki kiválóan beszélt spanyolul oldotta fel a kialakult helyzetet. Rattín később ezt a sportszerűtlen – a sajtó által közismertté vált - magatartást azzal indokolta, hogy nem értette a németül beszélő bíró ítéletét. Ezzel a bírói ítélettel - a vesztes szempontjából mindig a játékvezető a hibás - magyarázzák Anglia győzelmét. Ezeknek a helyzeteknek a megoldására Aston kidolgozta a sárga és a piros lapok alkalmazásának módszerét, amit a játékvezetők a Mexikóban rendezett IX., az 1970-es labdarúgó-világbajnokság döntő mérkőzésein alkalmaztak először.
1970. május 31-én Mexikóvárosban, az Azték Stadionban, 107 160 néző előtt, a tornát megnyitó Mexikó – Szovjetunió (0:0) csoportmérkőzést irányító német Kurt Tschenscher alkalmazta elsőnek a sárga kártyát, amit a szovjet Jevgenyij Lovcsevnek mutatott fel.

## Szabályai

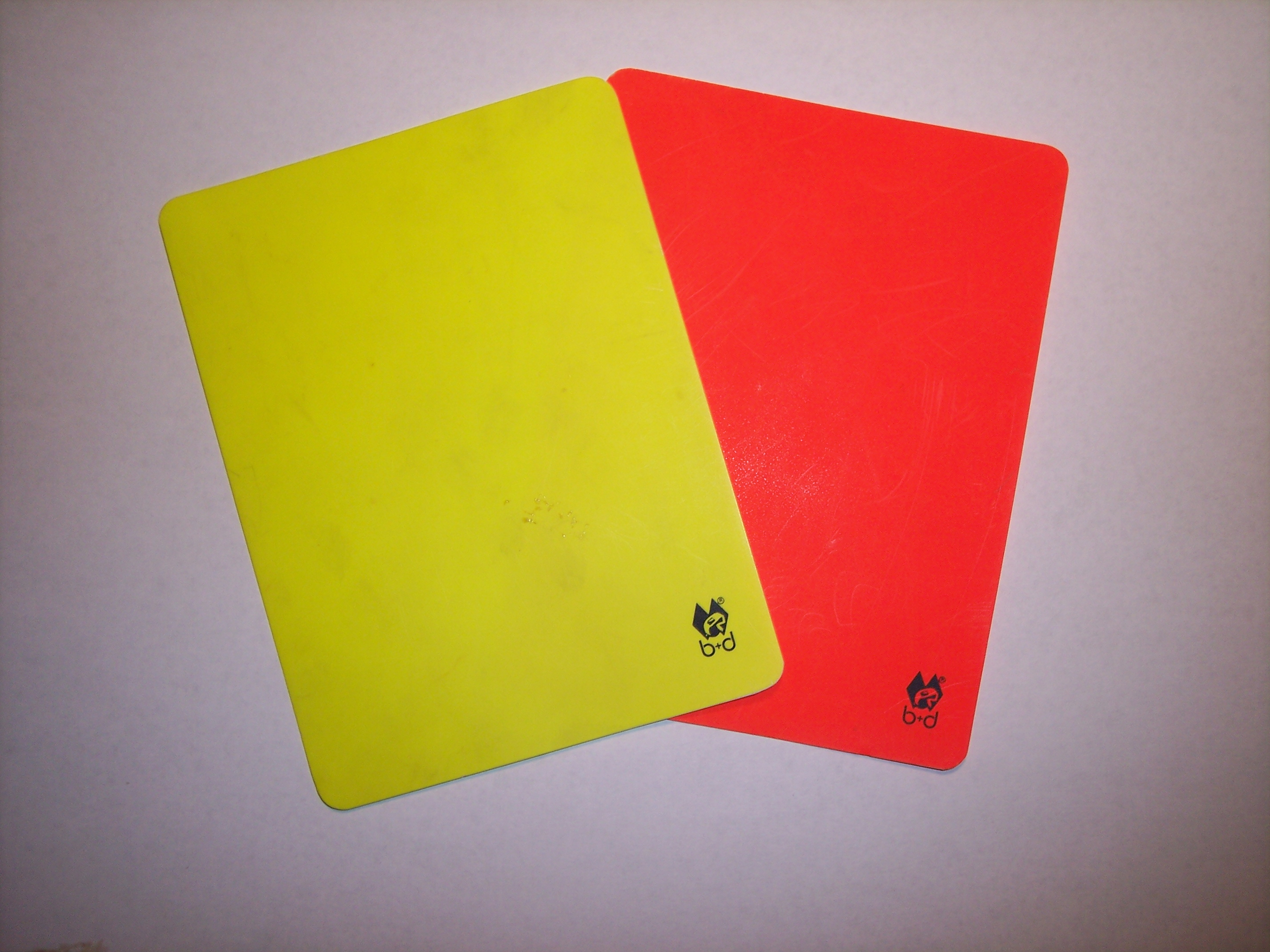
Sárga és piros lap

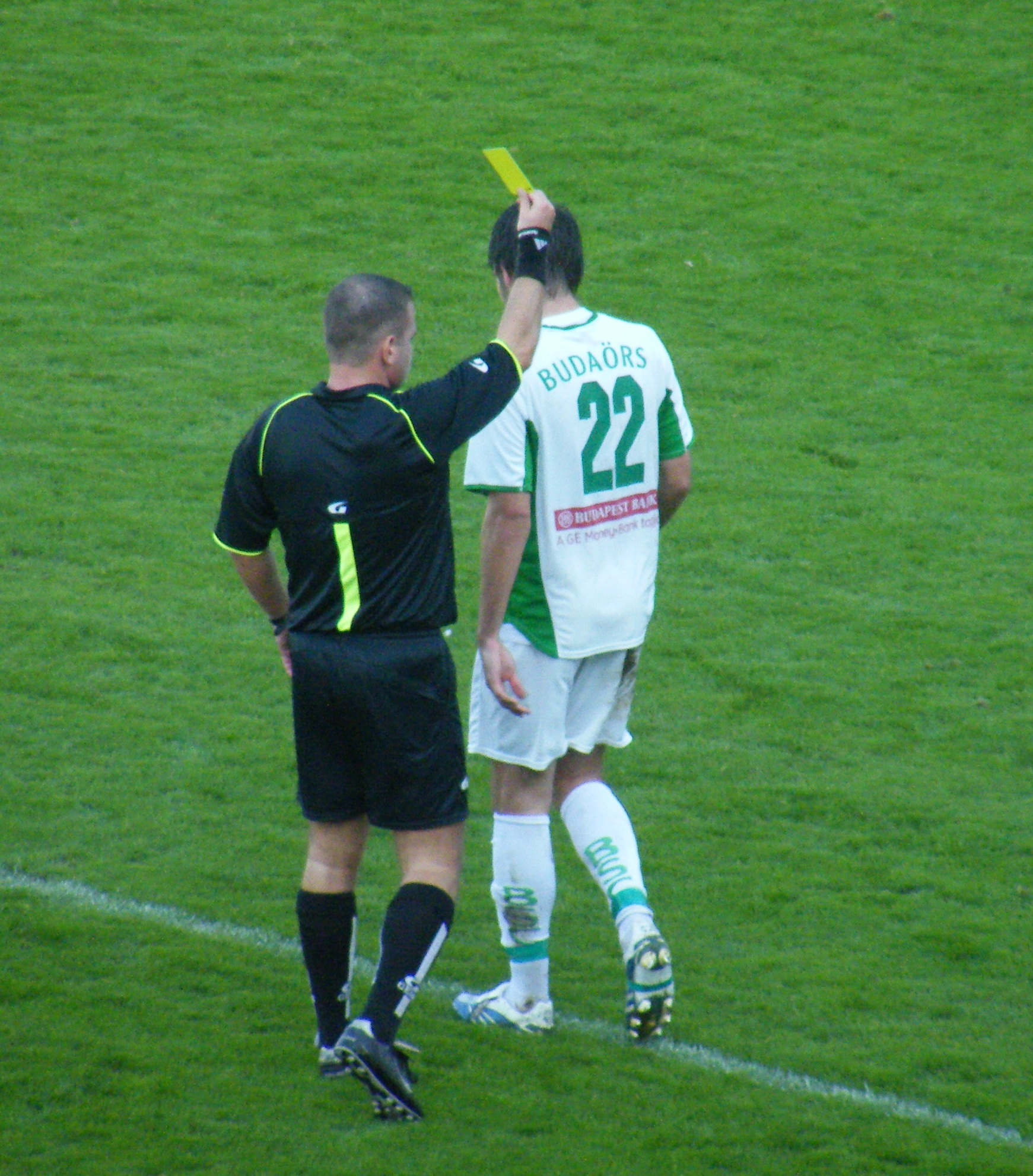
Király Gergő felmutatja a sárga lapot Végh Andrásnak

Ha valamelyik játékos az alábbiak közül valamelyik szabálytalanságot követi el, a játékvezető a sárga színű kártyát mutatja fel neki, illetve szabad kezével rámutat. Majd a játékvezető elkönyveli a sárga lapot. Amíg a játékvezető könyvel, tilos a labdát játékba hozni.
Sárga lappal kell figyelmeztetni azt a játékost, aki elköveti az alábbi szabálysértések valamelyikét:
- sportszerűtlen magatartásban vétkes;
- szóval vagy mozdulattal bírálja a játékvezetőt;
- következetesen vét a játékszabályok ellen;
- késlelteti a játék újraindítását;
- szabadrúgásnál, szögletrúgásnál vagy bedobásnál nem tartja be az előírt távolságot;
- a játékvezető engedélye nélkül belép vagy visszatér a játéktérre;
- a játékvezető engedélye nélkül szándékosan elhagyja a játékteret.
- gólörömnél leveszi a mezét;

Egy csere vagy egy lecserélt játékosnak is figyelmeztetés jár a sárga kártya felmutatásával, ha elköveti a következő három szabálytalanság valamelyikét:
- sportszerűtlen magatartásban vétkes;
- szóval vagy mozdulattal bírálja a játékvezetőt vagy valamely asszisztenst;
- késlelteti a játék újraindítását.

Hogyha egy játékosnál összegyűlik a sárga lapból kettő, akkor már a második sárga kártya felmutatása után a piros lapot kell elővennie a játékvezetőnek. 2 sárga lap = piros lap vagyis kiállítás.